# Hans Goetting
Hans Goetting (* 21. Januar 1911 in Posen; † 27. Dezember 1994 in Göttingen) war ein deutscher Historiker und Archivar.

Sein Vater war der Studienrat Friedrich Goetting. Die Familie musste 1918 aufgrund des Ersten Weltkrieges die Stadt verlassen und ließ sich in Hannover nieder. 1929 legte er am Kaiser Wilhelm-Gymnasium das Abitur ab. An der Universität Königsberg studierte er Geschichte, Germanistik, mittellateinische Philologie und Religionswissenschaft. In Königsberg trat er der Turnerschaft Frisia bei, die sein Vater 1897 mitbegründet hatte. Das Studium setzte er für zwei Semester an der Universität Wien (1930/31) und seit dem Wintersemester 1931/32 an der Friedrich-Wilhelms-Universität Berlin fort. Im Jahr 1935 wurde er dort bei Albert Brackmann promoviert mit der Arbeit Die klösterliche Exemtion in Nord- und Mitteldeutschland vom 8. bis zum 15. Jahrhundert. Unter Einfluss Brackmanns begann Goetting die Archivlaufbahn. 1934/35 war Goetting ordentliches Mitglied des Instituts für Archivwissenschaft und Geschichtswissenschaftliche Fortbildung in Berlin-Dahlem. Nach Abschluss der Archivausbildung und dem Staatsexamen für das Lehramt an Gymnasien im Sommer 1935 wurde Goetting in den preußischen Archivdienst übernommen und 1936 nach Breslau versetzt. 1937 wurde er Staatsarchivassessor und 1939 Staatsarchivrat. Im Deutsch-Sowjetischen Krieg wurde er 1941 schwer verwundet. 1941 wurde er ebenfalls Mitglied in der Historischen Kommission für Schlesien. Goetting war außerdem außerordentliches Mitglied des Instituts für Österreichische Geschichtsforschung. An der Universität Breslau hielt Goetting 1943/44 als Lehrbeauftragter Vorlesungen.
1945 bekam er eine Anstellung beim Niedersächsischen Hauptstaatsarchiv in Hannover. 1948 wurde er an das Niedersächsische Staatsarchiv in Wolfenbüttel versetzt und im selben Jahr Mitglied der Historischen Kommission für Niedersachsen und Bremen. Von 1949 bis zu seiner Berufung nach Göttingen redigierte er das Braunschweigische Jahrbuch. Seit 1956 war er Mitglied des Beirats der Gesellschaft für Niedersächsische Kirchengeschichte. Von 1957 bis 1974 war er Mitherausgeber der Archivalischen Zeitschrift. Von 1959 bis 1967 war er ordentliches Mitglied der Braunschweigischen Wissenschaftlichen Gesellschaft. Im Jahre 1964 wurde er als außerordentlicher Professor für Historische Hilfswissenschaften an die Universität Göttingen berufen und im selben Jahr Ehrenmitglied des Braunschweigischen Geschichtsvereins. Seit 1967 war Goetting korrespondierendes Mitglied der Historischen Kommission für Westfalen. 1969 wurde er ordentlicher Professor und lehrte bis zu seiner Emeritierung 1976 in Göttingen. 1970 gehörte er zu den Gründungsmitgliedern der Archäologischen Kommission für Niedersachsen. Er war außerdem Direktor des Diplomatischen Apparats, einer seit dem Jahre 1802 bestehenden Lehrsammlung von Originalurkunden. Zu Goettings bedeutendsten akademischen Schülern in Göttingen gehörte Wolfgang Petke.
In seinen letzten beiden Lebensjahrzehnten erforschte er schwerpunktmäßig das karolingerzeitliche, ottonische und salisch-staufische Hildesheim. Als sein Hauptwerk gelten die drei Bände der Germania Sacra: Das reichsunmittelbare Kanonissenstift Gandersheim (1973), Das Benediktiner(innen)kloster Brunshausen, das Benediktinerinnenkloster St. Marien vor Gandersheim, das Benediktinerkloster Clus, das Franziskanerkloster Gandersheim (1974) und Die Hildesheimer Bischöfe von 815 bis 1221 (1227) (1984).

## Schriften (Auswahl)
- Das Bistum Hildesheim 1: Das reichsunmittelbare Kanonissenstift Gandersheim (= Germania Sacra. Die Kirche des Alten Reiches und ihre Institutionen. Neue Folge, Bd. 7). De Gruyter, Berlin u. a. 1973, ISBN 3-11-004219-3 (online).
- Das Bistum Hildesheim 2: Das Benediktiner(innen)kloster Brunshausen, das Benediktinerinnenkloster St. Marien vor Gandersheim, das Benediktinerkloster Clus, das Franziskanerkloster Gandersheim (= Germania Sacra. Die Kirche des Alten Reiches und ihre Institutionen. Neue Folge, Bd. 8). de Gruyter, Berlin u. a. 1974, ISBN 3-11-004314-9 (online).
- Das Bistum Hildesheim 3: Die Hildesheimer Bischöfe von 815 bis 1221 (1227) (= Germania Sacra. Die Kirche des Alten Reiches und ihre Institutionen. Neue Folge, Bd. 20). De Gruyter, Berlin u. a. 1984, ISBN 3-11-010004-5 (online).